# Johann Christian Ludwig Hellwig
Pour les articles homonymes, voir Hellwig.
Johann Christian Ludwig Hellwig est un entomologiste allemand, né le 8 novembre 1743 à Gartz et mort le 10 octobre 1831.

## Biographie
Après des études de mathématique et d'histoire naturelle à l'université de Francfort, il devient, en 1766, conseiller du prince Wilhelm Adolf von Braunschweig (1745-1770), sixième fils du duc Charles Ier de Brunswick, lors de son voyage dans le sud de la Russie.
En 1771, il enseigne dans deux lycées de Brunswick puis obtient la chaire de philosophie de l'université d'Helmstadt. En 1790, il enseigne les mathématiques et les sciences naturelles à l'école militaire de Brunswick.
Il exerce une grande influence sur ses élèves. Il est ainsi le tuteur et le beau-père de l'entomologiste allemand Johann Illiger (1775-1813), qui deviendra directeur du jardin zoologique de Berlin, du minéralogiste Gottlieb Peter Sillem (qui lui succède à l'école de Brunswick), du mathématicien Carl Friedrich Gauss (1777-1855) et du comte Johann Centurius von Hoffmannsegg (1766-1849).
Ses travaux en taxinomie des insectes en collaboration avec Illiger et Hoffmannsegg sont renommés et sont à l'origine des collections entomologiques du muséum de l'université de Berlin de l'époque (l'actuel musée d'histoire naturelle de Berlin).
Il est également l'inventeur du Kriegsspiel (littéralement jeu de guerre), une variante du jeu d'échecs qui eut beaucoup de succès en son temps.